# تولش
تولش (به صربی: Tuleš) یک منطقهٔ مسکونی در صربستان است که در الکساندراواک واقع شده‌است. تولش ۴۹۶ نفر جمعیت دارد.